# Edward C. Prescott
Edward Christian Prescott (26 tháng 12 năm 1940 – 6 tháng 11 năm 2022) là một nhà kinh tế học người Hoa Kỳ. Ông làm việc cho Đại học quốc gia Arizona và là chuyên gia của Ngân hàng Dự trữ liên bang Minneapolis (Hoa Kỳ). Năm 2004, ông cùng với Finn E. Kydland đã giành giải Nobel kinh tế 2004 cho các phương pháp thống kê trong việc thu thập thông tin kinh tế.
Prescott cho biết tuy cùng chia giải Nobel nhưng phương pháp làm việc của ông và Kydland rất khác nhau: "Tôi luôn nỗ lực làm nhanh và phạm sai lầm, trong khi ông ấy (Kydland) thì chậm rãi và không mắc lỗi".